# 警察協力章

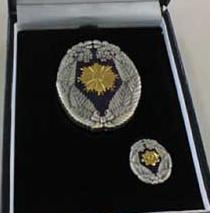
警察協力章

警察協力章（けいさつきょうりょくしょう）は、特に顕著な功労があると認められる警察部外者に対して警察庁長官から授与される記章。警察における民間人への最高位の表彰である。

## 概要
国家公安委員会規則の警察表彰規則に規定されており、次の各号に該当する、特に顕著な功労があると認められる警察部外の者に対して感謝状に添えて授与される。
1. 犯罪の予防、鎮圧又は捜査
2. 被疑者の逮捕
3. 人命救助
4. 水火災その他の災害又は変事における警戒、防護又は救護
5. 前四号に掲げるもののほか、警察又は警察職員に対する協力

なお、静岡県警察ではほかに「警察特別協力章」という記章を定めている。

## 受章者
警察協力章は年間、30名程度が受章している。
主に多い受章例は
- 警察医として長年警察の任務に協力した者
- 防犯協会ないし交通安全協会の会長若しくは役員として永年勤務し功績著しい者
- 現行犯逮捕した者（1985年に横浜市で介抱強盗を取り押さえようとして刺殺された大学生が有名[注釈 1]）

である。
その他、人命救助に対する授与例としては、2001年1月26日に発生した新大久保駅乗客転落事故においてホームから転落した男性を救出しようとして列車に撥ねられ死亡した大韓民国籍の留学生李秀賢、カメラマン関根史郎に授与された例が特に有名であり、その他にも雪山遭難者の捜索救難に従事し事故死した人などに対する授与が行われている。

## 警察表彰の種類
1. 警察勲功章
2. 警察功労章
3. 警察功績章
4. 賞詞
5. 賞状
6. 賞誉
7. 警察協力章
8. 感謝状